# クリスチャンズバーグ (バージニア州)

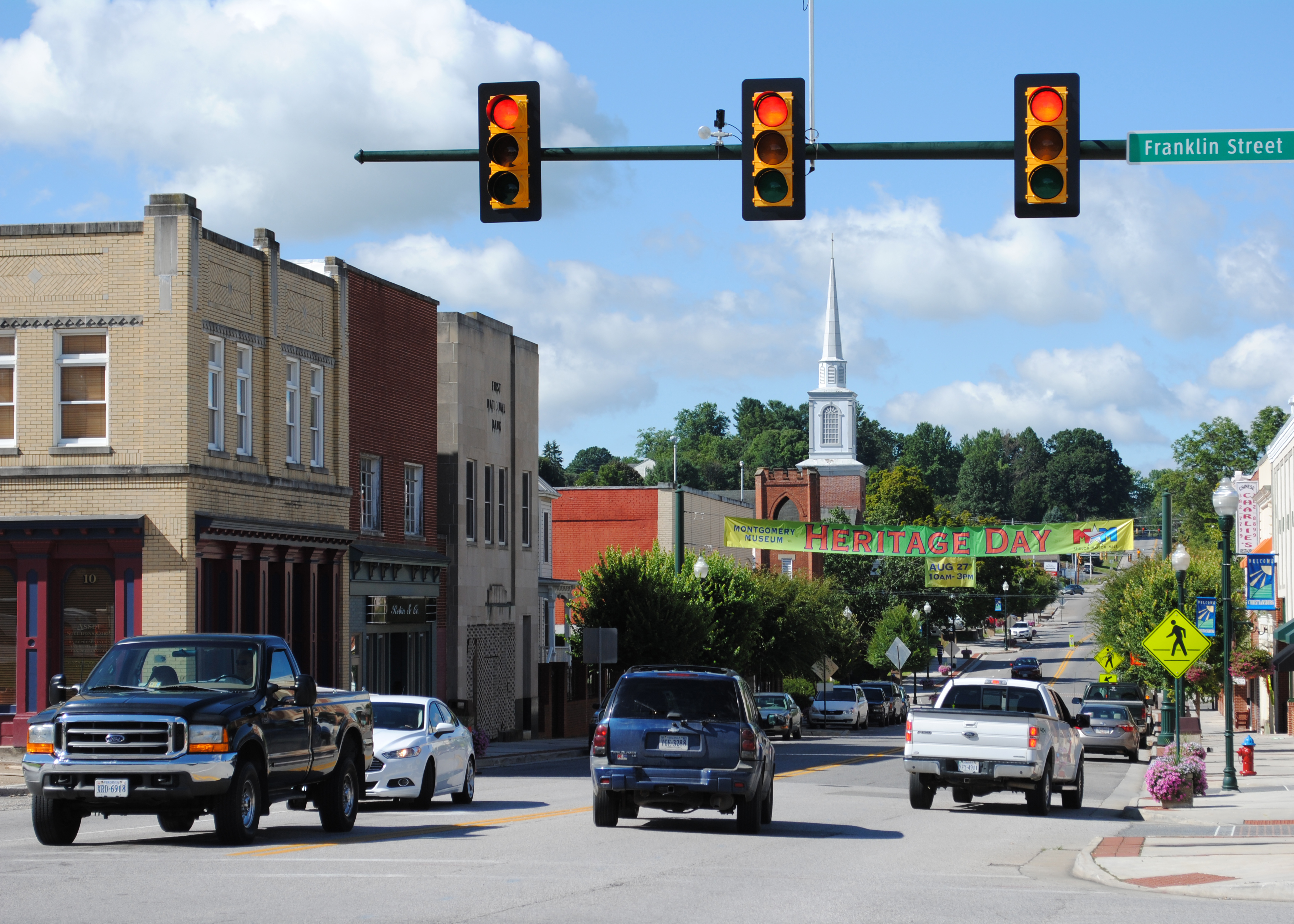
クリスチャンズバーグのダウンタウン

クリスチャンズバーグ（Christiansburg）は、アメリカ合衆国バージニア州の町。モントゴメリー郡の郡庁所在地である。人口は2万3348人（2020年）。

## 地理

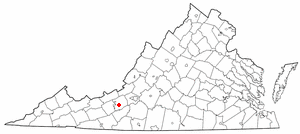
バージニア州内の位置

アパラチア山脈の一部をなすブルーリッジ山脈のニューリバーバレーに位置する。
クリスチャンズバーグは、統計上、ブラックスバーグ＝クリスチャンズバーグ＝ラドフォード都市圏（Blacksburg-Christiansburg-Radford, VA MSA）を形成する3つの主要自治体のひとつである。

## 歴史
町名はアメリカ独立革命期のバージニア州の軍人・政治家であるウィリアム・クリスチャン（William Christian）に因むものである。元々の町名の綴りは"Christansburgh"であった。
同時代の軍人・政治家でアラモの戦いで知られるデイヴィッド・クロケット、開拓者・探検家ダニエル・ブーンもこの町に住んでいたことがある。クリスチャンズバーグは記録に残っている中で史上初めてライフル銃による決闘が行われた場所でもある。

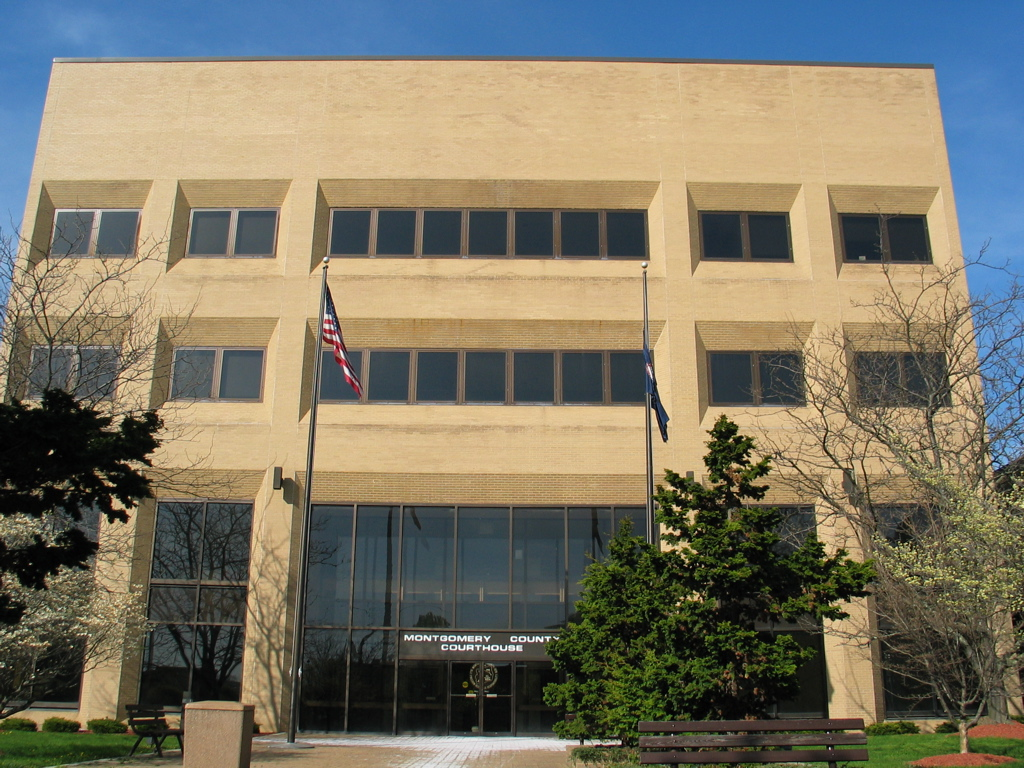
モントゴメリー郡裁判所